# 辛夫人 (张轨母)
辛夫人（?—?），陇西郡大姓辛氏，曹魏到西晋时太官令張溫的妻子，十六国前凉的奠基者张轨的母亲。张温死后，辛夫人和张轨住在安定郡宜阳田所。辛夫人抚养教导张轨，让张轨拜著名学者皇甫谧为师。这为后来，张轨在凉州保境安民，建立前凉政权奠定了基础。